# Gethsemane Kirke
Gethsemane Kirke ligger i Vesterbro Sogn i Københavns Kommune, i Dannebrogsgade på Vesterbro. Kirken var en af de 16 kirker, som Københavns Stiftsråd oprindeligt anbefalede skulle lukkes. Kulturminister Marianne Jelved anbefalede at kirken skulle nedlægges 31. december 2014.
Dette skete dog aldrig. I stedet blev kirken omdannet til at huse projektet uKirke, der er målrettet folk, som lever i en ungdomskultur og ikke normalt kommer i den danske folkekirke.
Kirken blev oprindeligt opført 1893-94 og tårnet tilføjet 1900. I 1914 blev kirken nedrevet og genopført i en nygotisk stil 1915-16 af stadsarkitekt Hans Wright.

## Eksterne kilder
- Wikimedia Commons har flere filer relateret til Gethsemane Kirke
- Gethsemane Kirke Arkiveret 31. januar 2011 hos  Wayback Machine hos nordenskirker.dk
- Gethsemane Kirke hos KortTilKirken.dk